# Félicien Courbet

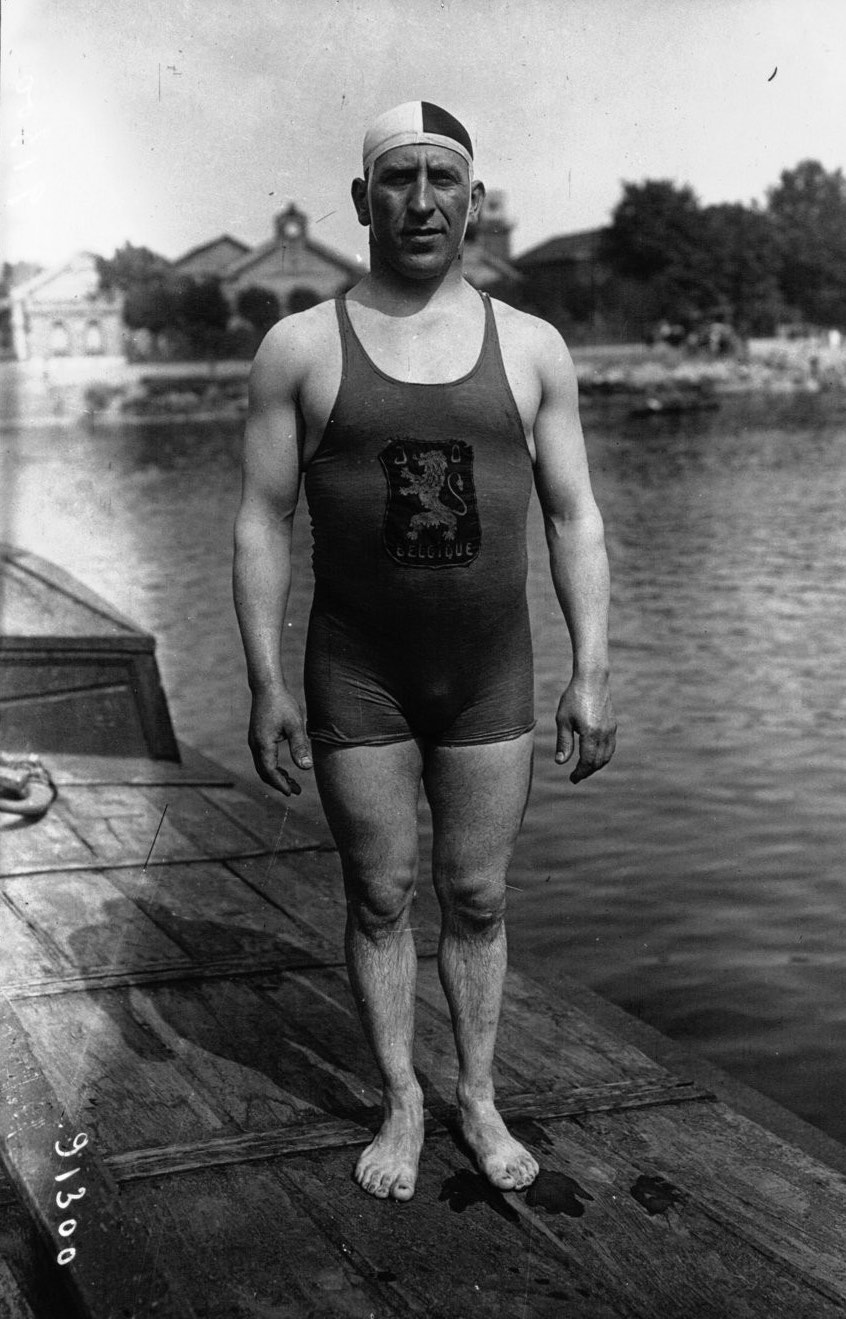
Félicien Courbet, 1921

Félicien Courbet (* 25. Februar 1888 in Ixelles; † 20. Dezember 1967 ebenda) war ein belgischer Wasserballspieler und Schwimmer.
Als Mitglied der belgischen Wasserballnationalmannschaft gewann er bei den Olympischen Sommerspielen 1912 in Stockholm die Bronzemedaille.
Im Schwimmen nahm er 1908, 1912 und 1920 an den Brustwettbewerben teil, verfehlte aber – obwohl zeitweise Weltrekordhalter – stets das Finale.